# Juntos e Inolvidable Tour
Con la finalidad de experimentar nuevas aventuras, La Oreja de Van Gogh y Reik se unieron para realizar Juntos e inolvidable tour, gira en donde dos grupos de diferentes estilos pretenden compartir el mismo escenario para intercambiar público e interpretar sus mejores éxitos en la república Mexicana.

## Fechas de la gira
| Fecha                   | Ciudad      | País   | Recinto            |
| ----------------------- | ----------- | ------ | ------------------ |
| 8 de noviembre de 2009  | Guadalajara | México | Auditorio Telmex   |
| 10 de noviembre de 2009 | México D.F. | México | Auditorio Nacional |
| 12 de noviembre de 2009 | Monterrey   | México | Arena Monterrey    |

- Datos: Q25407591